# Ulașkivți, Ciortkiv
Ulașkivți (în ucraineană Улашківці) este o comună în raionul Ciortkiv, regiunea Ternopil, Ucraina, formată numai din satul de reședință.

## Demografie
Componența lingvistică a comunei Ulașkivți
     Ucraineană (99,44%)
     Alte limbi (0,56%)
Conform recensământului din 2001, majoritatea populației comunei Ulașkivți era vorbitoare de ucraineană (99,44%), existând în minoritate și vorbitori de alte limbi.